# Йоханнесбургская фондовая биржа
Йоханнесбургская фондовая биржа (Johannesburg Stock Exchange, Johannesburg Securities Exchange, JSE) — крупнейшая фондовая биржа Африки, расположена в Сандтоне (африк. Sandton) — пригороде южноафриканского мегаполиса Йоханнесбурга.

## История
Йоханнесбургская фондовая биржа появилась как место торговли ценными бумагами золотодобывающих компаний. Официальной датой её образования считается 8 ноября 1887 года. Несколько раз торговая площадка меняла своё размещение и переезжала в более просторное здание. После столетней практики голосовых торгов биржа перешла на использование высокотехнологичной компьютерной системы, запущенной в 1996 году. Биржа в Йоханнесбурге пошла по пути компьютеризации подобно всем самым современным торговым площадкам мира.

## Показатели деятельности
На январь 2007 года биржа занимала 16-е место в мире по объёму капитализации рынка, который составил $710 млрд.

## Структура обращающихся на бирже акций
Основная часть акций, котирующихся на бирже, принадлежит компаниям золотодобывающей и горнорудной промышленности — 41 % рыночной капитализации биржи составляют акции компаний горнодобывающей промышленности.

## Организация работы биржи
Торги на бирже ведутся с голоса. Расчёты между брокерами проводятся еженедельно через компьютеризованную систему взаимозачётов. Сделки, исполненные на этой неделе, засчитываются на следующей. Торги проводятся с понедельника по пятницу с 9:30 до 16:00.

## Биржа альтернативных инвестиций
Биржа альтернативных инвестиций — подразделение Фондовой биржи Йоханнесбурга для малых и средних быстрорастущих компаний. В настоящее время здесь имеют листинг акции примерно 50 компаний разных секторов экономики.